# Thelephora terrestris
Thelephora terrestris, comúnmente conocida com teléfora terrestre, es una especie incomestible de hongo de la división Basidiomycota.

## Historia y taxonomía
Esta especie de hongo fue descrita por primera vez por Jakob Friedrich Ehrhart.

## Hábitat y ecología
Se puede encontrar en todas las regiones de América del Norte y Europa. Aunque se puede encontrar sobre el suelo, generalmente se encuentra en tierras arenosas bajo pinos, en raíces y en ramas.
Cuando este hongo ectomicorrizo forma una relación simbiótica con pinos se crea micorriza. Se encuentra normalmente en bosques de pino así como en tierras de vivero de todo el mundo. Una de las características de este hongo es que consigue agua y nutrientes a gran distancia, adaptándose muy bien a tierras fértiles o muy fértiles.
Después de un suceso como un incendio es una especie que se reestablece muy rápido y tolera el estrés. Además, es un hongo micorrizo dominador.
Además de con especies de pino, es también capaz de formar micorriza con otros árboles como alisos, abedules, robles, helechos o chopos.
El micovirus Thelephora terrestris virus 1 (TtV1) puede infectar a este hongo.

## Crecimiento y morfología
Thelephora terrestris está presente durante todo el año, si bien se le ve de forma más frecuente entre julio y diciembre. Cuando se forma el esporocarpo, su color es más claro para tornar a un marrón más oscuro cuando envejece. Puede tener o no un tallo, y de tenerlo es muy corto. A veces el hongo crece en colonias de gran tamaño. Tiene forma de abanico y puede crecer hasta 6 cm de ancho. Su olor recuerda a tierra mohosa.
La hifa de la micorriza forma muros que engrosan cuando envejece. Cuándo se reproduce, la hifa forma fíbulas. Las esporas son de color morado-marrón y de forma elipsoidal o angular.

## Fisiología
El ciclo de vida completo se puede observar en el laboratorio, tanto en forma de ectomicorriza como de hongo.
Debido a las micotoxinas que produce el hongo, protege a pinos del patógeno de raíz Phytophthora cinnamomi.

## Galería de imágenes

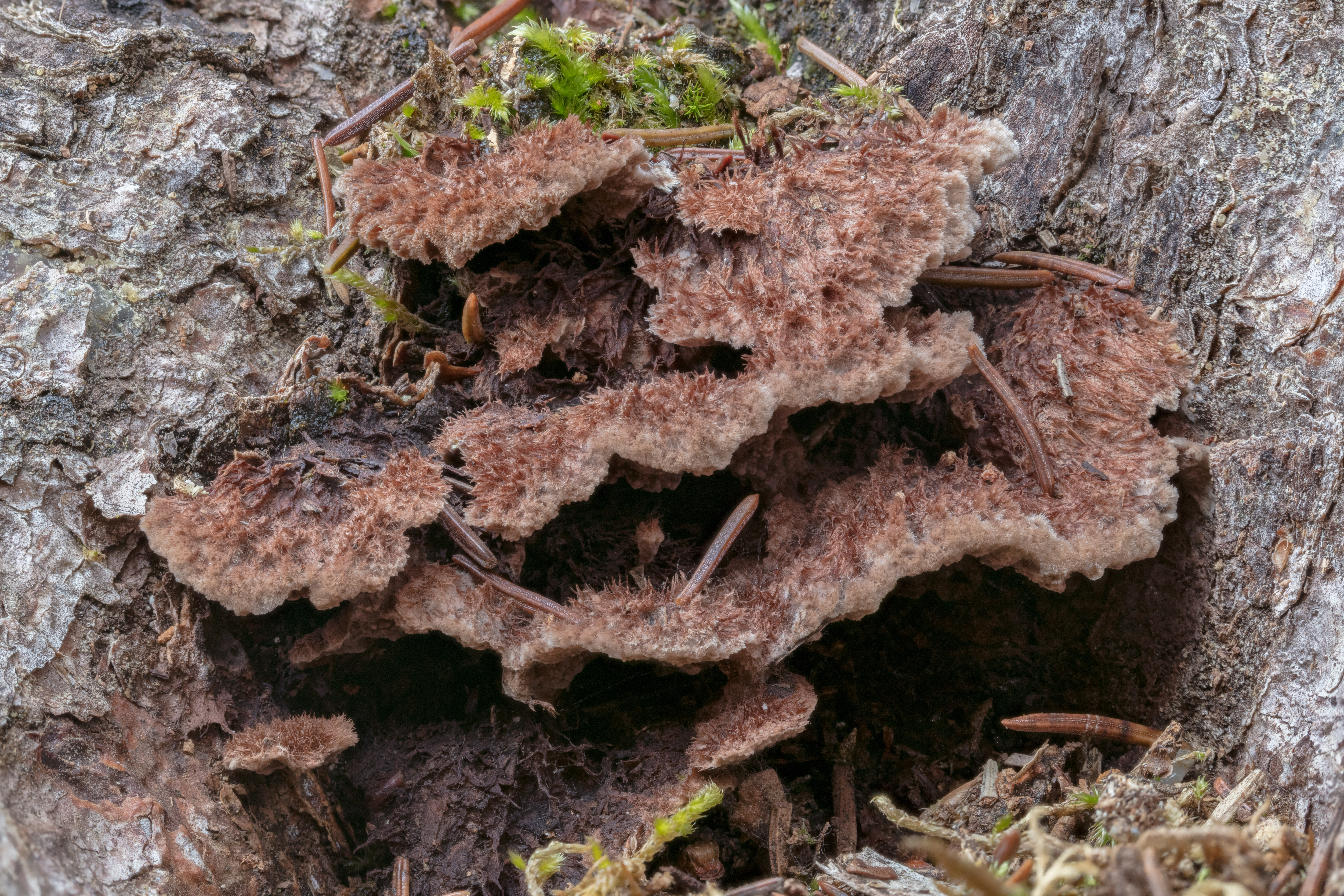
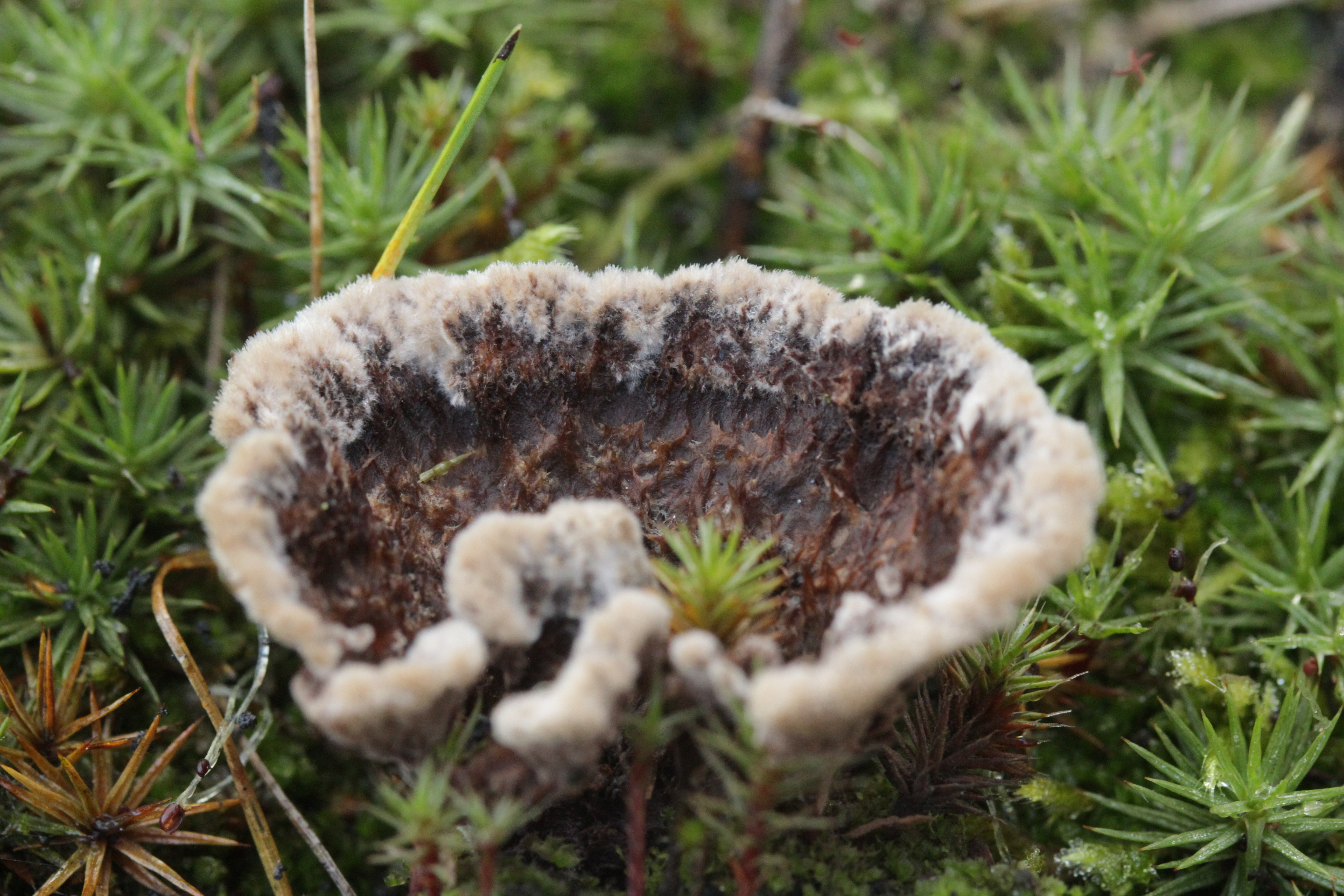
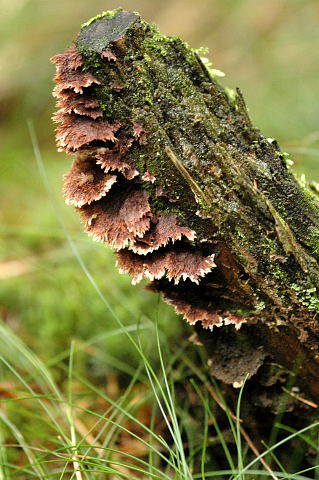
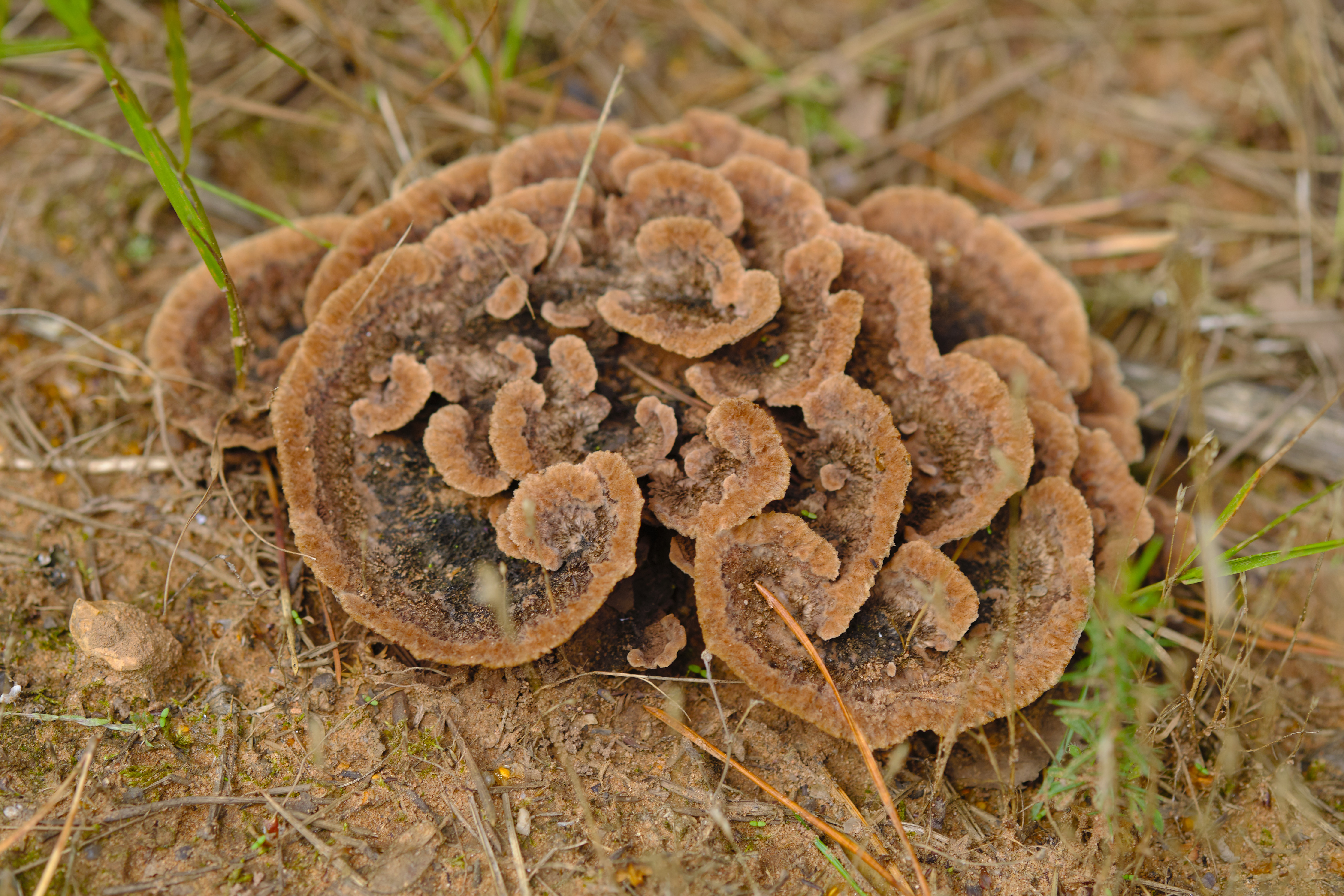